# 派格传媒
西藏派格传媒有限公司（簡稱西藏派格及派格传媒，前身為派格太合环球传媒及北京派格太合泛在传媒）是一家民营文化传媒公司，成立于1993年。业务包括制作发行电影、电视剧和电视节目，策划承办国内外大型活动及大型舞台剧目的全球巡演。2014年11月，西藏派格承接北京派格太合泛在传媒的全部的權利和義務。

## 主要作品
- 上海世博会中国西藏馆主展影片《天上西藏》
- 中国石油世博会4D影片《石油梦想》
- 《爱情呼叫转移II-爱情左右》
- 《京津城际铁路宣传片》
- 世博会宣传片《中国铁路》
- “为中国喝彩”系列活动之七——法国凡尔赛宫中国文化之夜
- 《北京2008》形象宣传片
- 多媒体短剧《爱情来电显示》
- 2011年投资电影《富春山居图》[3]